# Papyrus PSI 1574

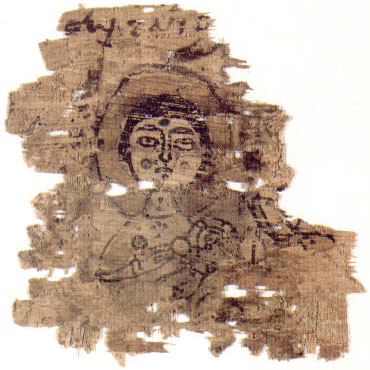
PSI 1574

Papyrus PSI 1574 ist ein Papyrusfragment aus dem 6. oder 7. Jahrhundert.
Es zeigt Teile einer Darstellung der stillenden Maria (Maria lactans). Das Fragment ist etwa 10 cm × 10,5 cm groß.
Es wurde in der antiken Stadt Antinoopolis in Ägypten gefunden und ist eine der frühesten erhaltenen christlichen Abbildungen mit diesem Motiv. Die koptische Herkunft des Papyrus weist wie auch frühe Wandmalereien auf eine Entlehnung aus der altägyptischen Mythologie (Isis mit dem Horusknaben) hin.
Das Fragment befindet sich im Istituto Papirologico „Girolamo Vitelli“ in Florenz mit der Inventarnummer PSI Inv. 2458.

## Editionen
- Vittorio Bartoletti, Guido Bastiani, Gabriella Messeri Savorelli, Franco Montanari, Rosario Pintaudi (Hrsg.): Papiri greci e latini (= Pubblicazioni della Società Italiana per la ricerca dei Papiri greci e latini in Egitto (PSI). Band 15). Florenz 2008 (Nr. 1574).